# 장정국
장정국(1941년 9월 27일 ~ )은 대한민국의 배우이다.

## 이력
1960년 연극배우 첫 데뷔하였다.

## 학력
- 한양대학교 영화학과 학사

## 출연 작품

### 영화
- 2017년 《남한산성》- 늙은이 2 역
- 2010년 《마마 앤드 파파》- 만달 역
- 2002년 《마법의 성》
- 2002년 《싸울아비》
- 2001년 《천사의 시》
- 2001년 《건달의 법칙》
- 2001년 《그녀에게 잠들다》
- 2001년 《게임 오버》
- 2001년 《우먼 파트너 놀자》- 일수 역
- 2000년 《그림일기》- 형사 역
- 1999년 《만날 때까지》- 국군장교 역
- 1999년 《루트 7》- 김한직 역
- 1998년 《휘파람 부는 여자》- 최씨 역
- 1997년 《고수》- 유기봉 역
- 1997년 《파트너》- 강 반장 역
- 1996년 《투캅스 2》- 어르신 비서 역
- 1996년 《충무로 돈키호테》- 파출소장 역
- 1996년 《보스》
- 1996년 《알바트로스》
- 1995년 《소낙비》
- 1995년 《휘파람 부는 여자》- 최씨 역
- 1995년 《해병묵시록》
- 1995년 《영원한 제국》- 권철신 역
- 1994년 《해적》- 이화 사장 역
- 1994년 《증발》- 보안부요원 역
- 1994년 《우리 시대의 사랑》- 형사 역
- 1994년 《선유락》- 이 형사 역
- 1994년 《새알각하》- 박삼규 역
- 1993년 《오사카의 푸른 밤》
- 1993년 《밀월 여행》
- 1993년 《살어리랏다》- 감찰관 역
- 1993년 《에미의 들》- 배 중사 역
- 1992년 《째즈빠 히로시마》- 관계자 1 역
- 1992년 《봉성부인》
- 1992년 《머저리와 도둑놈》
- 1992년 《섬강에서 하늘까지》- 수사관 역
- 1992년 《황제 오작두》
- 1992년 《불행한 아이의 행복》- 영화감독 역
- 1992년 《돌아오라 개구리소년》- 찬인 부 역
- 1992년 《걸어서 하늘까지》
- 1991년 《열 아홉의 절망 끝에 부르는 하나의 사랑 노래》- 오 선생 역
- 1991년 《사랑과 죽음의 메아리》- 군관 역
- 1991년 《장군의 아들 2》
- 1991년 《누가 용의 발톱을 보았는가》
- 1991년 《핸드백 속의 이야기》- 학생 과장 역
- 1991년 《밥풀떼기 형사와 전봇대 형사》
- 1991년 《10대의 반항》
- 1991년 《영희와 준기》- 영희의 아버지 역
- 1991년 《아르바이트 여자》
- 1991년 《돈아 돈아 돈아》- 직원 역
- 1991년 《인간시장 3》- 형사 역
- 1991년 《변금련》
- 1991년 《단지 그대가 여자라는 이유만으로》
- 1991년 《독재소공화국》- 경찰 역
- 1990년 《꼭지딴》
- 1990년 《마지막 남자의 모습》- 의사 역
- 1990년 《장군의 아들》
- 1990년 《이조 여인숙명사 청상계》- 조생원 역
- 1990년 《어느 모델의 사랑》
- 1990년 《새벽을 깨우리로다》
- 1989년 《벌거벗은 분노》
- 1989년 《밥풀떼기 형사와 쌍라이트》
- 1989년 《매춘 2》- 최춘구 역
- 1989년 《달아난 말》
- 1989년 《들병이》
- 1989년 《89 인간시장 오! 하나님..》
- 1989년 《빨간 색깔의 여자》
- 1989년 《구로 아리랑》- 형사 1 역
- 1988년 《지리산의 성난 토끼들》
- 1988년 《이조 춘화도》
- 1988년 《깜동》- 오안로 역
- 1988년 《이장호의 외인구단 2》- 코치 역
- 1988년 《어른들은 몰라요》
- 1988년 《연산일기》
- 1987년 《성 리수일뎐》
- 1987년 《블루하트》
- 1987년 《북치는 여자》
- 1987년 《우리는 지금 제네바로 간다》- 변호사 역
- 1987년 《영점구일칠》
- 1987년 《얄숙이들의 개성시대》
- 1987년 《다섯 사람들》
- 1986년 《87 맨발의 청춘》
- 1986년 《말괄량이 대행진》
- 1985년 《어우동》
- 1985년 《여자의 대지에 비를 내려라》
- 1985년 《잊을 수 없는 순간》
- 1984년 《초대받은 성웅들》
- 1984년 《남과 북》
- 1983년 《일송정 푸른 솔은》- 신입 병사 역
- 1983년 《돌아온 용팔이》
- 1983년 《스물하나의 비망록》
- 1983년 《안개 마을》
- 1982년 《만추》
- 1981년 《어둠의 자식들》- 선전원 역
- 1981년 《종군수첩》
- 1981년 《앵무새 몸으로 울었다》
- 1980년 《복부인》
- 1980년 《땅울림》
- 1980년 《미워도 다시 한번 '80》
- 1980년 《깃발없는 기수》
- 1979년 《영녀》
- 1979년 《도시의 사냥꾼》
- 1979년 《수병과 제독》
- 1978년 《팔대장문》
- 1978년 《가깝고도 먼 길》
- 1977년 《용왕 삼태자》
- 1976년 《밀명객》
- 1976년 《설중매》
- 1976년 《여신탐》
- 1976년 《흑룡강》
- 1976년 《강력계》
- 1976년 《쾌걸 구변신》
- 1976년 《어머니》
- 1976년 《나는 살아야 한다》
- 1976년 《원산공작》
- 1976년 《내일없는 추적》
- 1976년 《특명》
- 1975년 《강인의 무덤》
- 1975년 《청춘극장》
- 1975년 《왜 그랬던가》
- 1975년 《소림사의 결투》
- 1975년 《잔류첩자》
- 1975년 《황금마담》
- 1975년 《비녀》
- 1974년 《마지막 다섯손가락》
- 1974년 《연화》
- 1974년 《여자정신대》
- 1974년 《망나니》
- 1974년 《울지 않으리》
- 1974년 《한강》
- 1973년 《태백산의 결투》
- 1973년 《넋》
- 1973년 《특별수사본부 배태옥 사건》
- 1972년 《유랑의 쌍검녀》
- 1972년 《인생은 나그네길》
- 1972년 《사랑하는 아들 딸아》
- 1972년 《홍살문》
- 1972년 《삼국대협》
- 1971년 《전쟁과 인간》
- 1971년 《천마산의 결투》
- 1971년 《대표객》
- 1971년 《검은안경》
- 1970년 《팔도 며느리》
- 1970년 《먼데서 온 여자》
- 1970년 《황야의 외팔이》
- 1969년 《육군 김일병》
- 1969년 《남자와 기생》
- 1969년 《사녀》
- 1969년 《비연맹녀》
- 1969년 《천년호》- 부하 역
- 1968년 《남자식모》
- 1967년 《꿈》

### TV 드라마
- 2008년 평화방송 《땀의 순교자 탁덕 최양업》
- 2006년 평화방송 《성 김대건》
- 1995년 MBC 《제4공화국》이희성 국방장관역
- 1995년 KBS1 《찬란한 여명》
- 1995년 MBC 《달빛 자르기》
- 1993년 KBS2 《금요일의 여인 홍리나 위험한 선택》- 경찰형사역
- 1989년 MBC 《대도전》
- 1976년 KBS1 《전우》

### 연극
- 《오셀로》
- 《부활》
- 《신바람》
- 《다이알 M을 돌려라》